# Pivotal

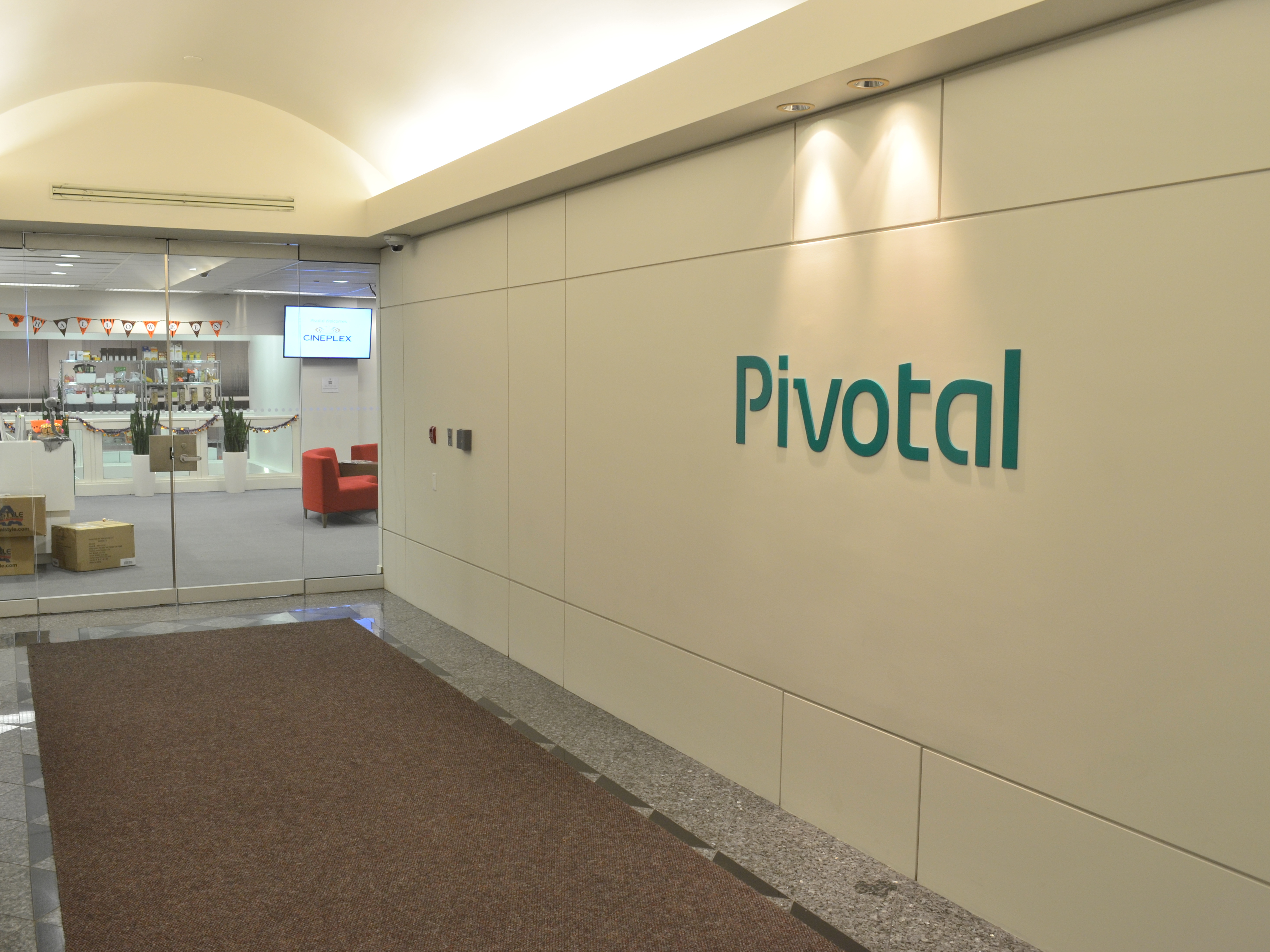
Pivotal辦公室

毕威拓（英語：Pivotal Software, Inc.）是一家位于美国加州的计算机软件公司。Pivotal由易安信和威睿在2013年合资创建，之后通用电气注资1.05亿美金，三家公司所持股份分别为62%、28%和10%。

## 历史
2013年3月，在VMware投资者大会上，VMware和EMC联合宣布将成立Pivotal公司，由VMware前CEO保罗·马瑞兹出任新公司首席执行官，并宣布将专注开源PaaS和大数据应用的Cloud Foundry、Greenplum等业务。
2013年4月1日，Pivotal公司在美国正式宣布成立，开始作为一个独立的实体运营。
2013年4月24日，Pivotal宣布获得GE（通用电气）1.05亿美元的投资。
2014年5月5日，在美国拉斯维加斯举行的2014年EMC World全球大会上，EMC宣布推出EMC联邦战略，联邦成员包括VMware、Pivotal和RSA。
2018年4月9日，Pivotal计划以每股14美元至16美元的价格发行3700万部A类普通股，最高融资5.92亿美元。在紐約證券交易所上市，交易代码为“PVTL”。
2019年8月22日VMware以27亿美元收购Pivotal。

## 产品与服务
- Cloud Foundry
- Greenplum Database
- Pivotal Hadoop
- Hawq
- Pivotal Web Service
- GemFire
- Tracker
- Spring Framework

## 中国研发中心
Pivotal中国研发中心在中国创建于2010年，它的前身是EMC Greenplum部门，其团队成员分布在北京和上海两地，目前正致力于以下产品的研发和服务的提供：Pivotal Web Service (PWS), Pivotal Hadoop (PHD), Hawq 和Greenplum Database (GPDB)。毕威拓科技（北京）有限公司（Pivotal中国公司）2015年3月1日正式成立并单独运营。

## 竞争对手
- Microsoft Azure
- 亚马逊网络服务系统
- Cloudera
- Hortonworks